# デューク島
デューク島(Duke Island)はアメリカ合衆国アラスカ州アレキサンダー諸島Gravina Islandsの島。島のすぐ北がカナダとの国境である。長さ19 km、幅13 km (8.1 mi)。It hosts an Alaskan-type ultramafic complex which is currently being explored for magmatic sulfide Cu-Ni-PGE deposits
島の元の名前は、トリンギット語で:Yeixhi (building (動詞)であり、海上から見た時に何かを建設中に見える事に由来する。
島はウィリアム・ヒーリー・ドールによって1879年に命名された。おそらく島の南部の岬から名前を取ったと思われる(その岬はジョージ・バンクーバーがノーサンバーランド公爵(the Duke of Northumberland)に因んで1793年に名づけた)。